# Круппы
Круппы (нем. Krupp) — немецкая промышленная династия из Эссена. Широко известны как промышленники, владельцы сталелитейного и военного производства.

## История династии
Основателем династии считается купец Арнольд Арндт (1562—1624), переехавший из Рейнланда в Эссен. В Справочнике гильдии купцов Эссена в 1587 году был упомянут как первый Крупп. Купцы Крупп часто занимали должности казначеев или бургомистров Эссена.
Первым промышленником в семье стал Фридрих Крупп, он основал литейный завод Круппов 20 ноября 1811 года, когда континентальная блокада прекратила ввоз английской стали. Известность Круппам принёс его сын Альфред, который наладил выпуск бесшовных стальных колёс и стальных пушек.
Компания Friedrich Krupp AG Hoesch-Krupp c 1999 года входит в состав промышленного конгломерата ThyssenKrupp AG.

## Семейное древо
- Фридрих Карл Крупп (1787–1826)
  - Ида Крупп (1809–1882)
  - Альфред Крупп (1812–1887)
    - Фридрих Альфред Крупп (1854–1902)
      - Берта Крупп фон Болен унд Гальбах (1886–1957)
        - Альфрид Крупп фон Болен унд Гальбах (1907–1967)
          - Арндт фон Болен унд Гальбах[англ.] (1938–1986)

        - Арнольд фон Болен унд Гальбах[нем.] (1908–1909)
        - Клаус фон Болен унд Гальбах[нем.] (1910–1940)
        - Ирмгард фон Болен унд Гальбах[нем.] (1912–1998)
        - Бертольд фон Болен унд Гальбах[нем.] (1913–1987)
        - Гаральд фон Болен унд Гальбах[нем.] (1916–1983)
        - Вальдраут фон Болен унд Гальбах[нем.] (1920–2005)
        - Экберт фон Болен унд Гальбах[нем.] (1922–1945)

      - Барбара Крупп[нем.] (1887–1972)

    - Энгельберта Крупп (1854–1911)

  - Герман Крупп[англ.] (1814–1879)
    - Артур Крупп[нем.] (1856–1938)

  - Фридрих Крупп (1820–1901)

## Производили
Dicker Max – немецкая высокоточная ПТ-САУ.